# Zanožje
Zanožje je naseljeno mjesto u općini Višegrad, Republika Srpska, BiH.

## Stanovništvo

### Nacionalni sastav stanovništva 1991.
| Narod     | Broj stanovnika |
| --------- | --------------- |
| Muslimani | 11              |
| Ukupno    | 11              |